# Gruppo uscente
In chimica, un gruppo uscente (o nucleofugo) è un atomo o un gruppo (carico o neutro) che si distacca da una sostanza chimica lasciando un residuo o parte principale.
La diversa natura di un gruppo uscente è uno dei fattori in grado di influenzare reazioni quali le sostituzioni nucleofile. In generale, sono maggiormente reattivi e più predisposti a dare tale tipo di reazioni composti che contengono gruppi uscenti stabilizzati. Maggiore è la stabilizzazione della carica del gruppo uscente, minore è l'energia di transizione dello stato attivato e più rapida risulta la reazione. Tipicamente i buoni gruppi uscenti sono rappresentati da basi coniugate deboli: ad esempio, Cl-, Br-, I- e OTs-, mentre di contro OH-, NH2- e RO- sono cattivi gruppi uscenti. Da notare come questi ultimi siano anche dei buoni nucleofili.

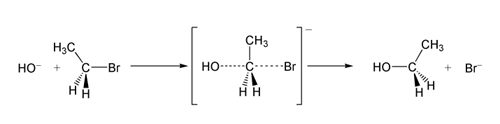
Reazione S_{N}2 operata dal gruppo OH^{-}, con Br^{-} che rappresenta il gruppo uscente

Composti quali gli alcoli sono in grado di dare reazioni SN1 con acidi quali HCl e HBr in quanto protonandosi eliminano una molecola di acqua (H2O) che rappresenta un buon gruppo uscente, al contrario del già menzionato OH-.
| Gruppi uscenti in ordine approssimativo decrescente nell'abilità di uscita | Gruppi uscenti in ordine approssimativo decrescente nell'abilità di uscita |
| -------------------------------------------------------------------------- | -------------------------------------------------------------------------- |
| *R-N2+                                                                     | Azoto molecolare (N2)                                                      |
| R-OR'2+                                                                    | Eteri                                                                      |
| R-OSO2C4F9                                                                 | Nonaflati                                                                  |
| R-OSO2CF3                                                                  | triflati                                                                   |
| R-OSO2F                                                                    | fluorosolfati                                                              |
| R-OTs, R-OMs, etc.                                                         | tosilati, mesilati e simili                                                |
| R-I                                                                        | ioduri                                                                     |
| R-Br                                                                       | bromuri                                                                    |
| R-OH2+                                                                     | Acqua (dall'acido coniugato di un alcol)                                   |
| R-Cl                                                                       | cloruri (anche da cloruri acilici)                                         |
| R-OHR'+                                                                    | Alcoli (da acidi coniugati di un etere)                                    |
| R-ONO2, R-OPO(OH)2                                                         | nitrati, fosfati e altri esteri inorganici                                 |
| R-SR'2+                                                                    | Tioeteri                                                                   |
| R-NR'3+                                                                    | Ammine terziarie                                                           |
| R-F                                                                        | Fluoruri                                                                   |
| R-OCOR                                                                     | ioni carbossilato (anche da anidridi)                                      |
| R-NH3+                                                                     | Ammoniaca                                                                  |
| R-OAr                                                                      | fenolati                                                                   |
| R-OH                                                                       | Ione idrossido                                                             |
| R-OR                                                                       | Ione alcossido                                                             |

A causa della loro instabilità, le basi H- (idruro), R3C- (alchil anione, R=alchile o H), o R2N- (ammidi, R=alchile o H) non sono comunemente considerate come gruppi uscenti.